# Смолеева, Нина Николаевна
Ни́на Никола́евна Смоле́ева (до 1967 — Никитина; 28 марта 1948, Волхов, Ленинградская область) — советская волейболистка, игрок сборной СССР (1967—1978). Двукратная олимпийская чемпионка, чемпионка мира 1970, победитель розыгрыша Кубка мира 1973, 4-кратная чемпионка Европы, 7-кратная чемпионка СССР. Заслуженный мастер спорта СССР (1968).

## Биография
Нина Никитина родилась в городе Волхове Ленинградской области в семье Николая Петровича и Марии Александровны Никитиных. В 1961 году отца (инженера-строителя) пригласили работать в Алма-Ату и вся семья переехала туда. Там же Нина стала заниматься в волейбольной секции, а уже через два года тренер алма-атинской команды «Енбек» (с 1964 — АДК) К. П. Войнов пригласил её в свой состав. В 1965 спортсменку включили в состав молодёжной сборной СССР, а в следующем году — в национальную сборную страны. в 1969—1979 Нина Смолеева выступала за московское «Динамо», в составе которого 6 раз выигрывала «золото» чемпионатов СССР и также 6 раз Кубок европейских чемпионов. В 1971 стала чемпионкой Спартакиады народов СССР в составе сборной Москвы.
В составе сборной СССР в официальных турнирах Нина Смолеева выступала на протяжении 12 лет — с 1967 по 1978 годы — и неоднократно становилась победителем и призёром крупнейших международных соревнований, в том числе двукратной олимпийской чемпионкой (1968 и 1972), серебряным призёром Олимпиады-76, чемпионкой мира 1970, обладателем Кубка мира 1973, 4-кратной чемпионкой Европы.
После окончания в 1978 году игровой карьеры Нина Смолеева перешла на тренерскую работу. До 1982 — тренер женской молодёжной сборной СССР, в 1982—1985 — команды «Динамо» (Москва). С 1986 года работает преподавателем физвоспитания в московской школе, занимается общественной деятельностью.
В 2006 году введена в Волейбольный Зал славы, став, таким образом, второй советской волейболисткой после Инны Рыскаль, удостоившейся такой чести.
С 2014 г. принимает участие в акциях Всероссийской благотворительной программы «Олимпийские легенды — детям и молодежи России» Российского союза спортсменов.

## Достижения

### Клубные
- 6-кратная чемпионка СССР — 1970—1973, 1975, 1977;
  - 3-кратный бронзовый призёр чемпионатов СССР — 1969, 1978, 1979;
- 6-кратный победитель розыгрышей Кубка европейских чемпионов — 1969—1972, 1975, 1977;
  - серебряный призёр Кубка европейских чемпионов 1973.

### Со сборными
- двукратная олимпийская чемпионка — 1968, 1972;
  - серебряный призёр Олимпийских игр 1976;
- чемпионка мира 1970;
  - бронзовый призёр чемпионата мира 1978;
- победитель розыгрыша Кубка мира 1973;
- 4-кратная чемпионка Европы — 1967, 1971, 1975, 1977;
- чемпионка СССР 1976 в составе сборной СССР[5]
- чемпионка Спартакиады народов СССР 1971 в составе сборной Москвы;
  - бронзовый призёр Спартакиады народов СССР 1975 в составе сборной Москвы;

## Награды и звания
- Заслуженный мастер спорта СССР (1968);
- Орден «Знак Почёта»;
- Медаль «За трудовую доблесть»;
- Медаль «В память 850-летия Москвы»;
- Отличник физической культуры и спорта.

## Семья
Муж — Анатолий Николаевич Смолеев. Сын — Николай.

## Источник
- Волейбол. Энциклопедия/Сост. В. Л. Свиридов, О. С. Чехов. — Томск: Компания «Янсон», 2001.